# Gora Toreza
Gora Toreza (englische Transkription von russisch Гора Тореза Gora Toresa) ist ein Berg im ostantarktischen Königin-Maud-Land. Im Conradgebirge der Orvinfjella ragt er unmittelbar westlich des Bjerkenuten auf.
Russische Wissenschaftler benannten ihn. Der weitere Benennungshintergrund ist nicht überliefert.